# اکاساچی
اکاساچی (به اسپانیایی: Achacachi) در بولیوی است که در Omasuyos Province واقع شده‌است.

## خصوصیات
اکاساچی ۸٬۸۵۷ نفر جمعیت دارد و ۳٬۸۵۴ متر بالاتر از سطح دریا واقع شده‌است.